# 2 Cudzoziemski Pułk Piechoty
2 Cudzoziemski Pułk Piechoty (fr. 2e régiment étranger d’infanterie, 2REI) – jednostka piechoty zmotoryzowanej francuskiej Legii Cudzoziemskiej, wchodząca w skład 6 Lekkiej Brygady Pancernej utworzona w 1841 roku. Liczy 1234 legionistów, tworzących 9 kompanii i stacjonuje w Nîmes.

## Kompanie
- Kompania dowodzenia i logistyki
- Kompania administracyjno kwatermistrzowska
- 5 kompanii bojowych
- Kompania przeciwpancerna
- Kompania wsparcia

## Kampanie, bitwy, operacje
- Algieria
- Wojna krymska 1854 – 1856

Bitwa nad Almą
Oblężenie Sewastopola
- Algieria

Kabylia
- Wojna francusko-austriacka

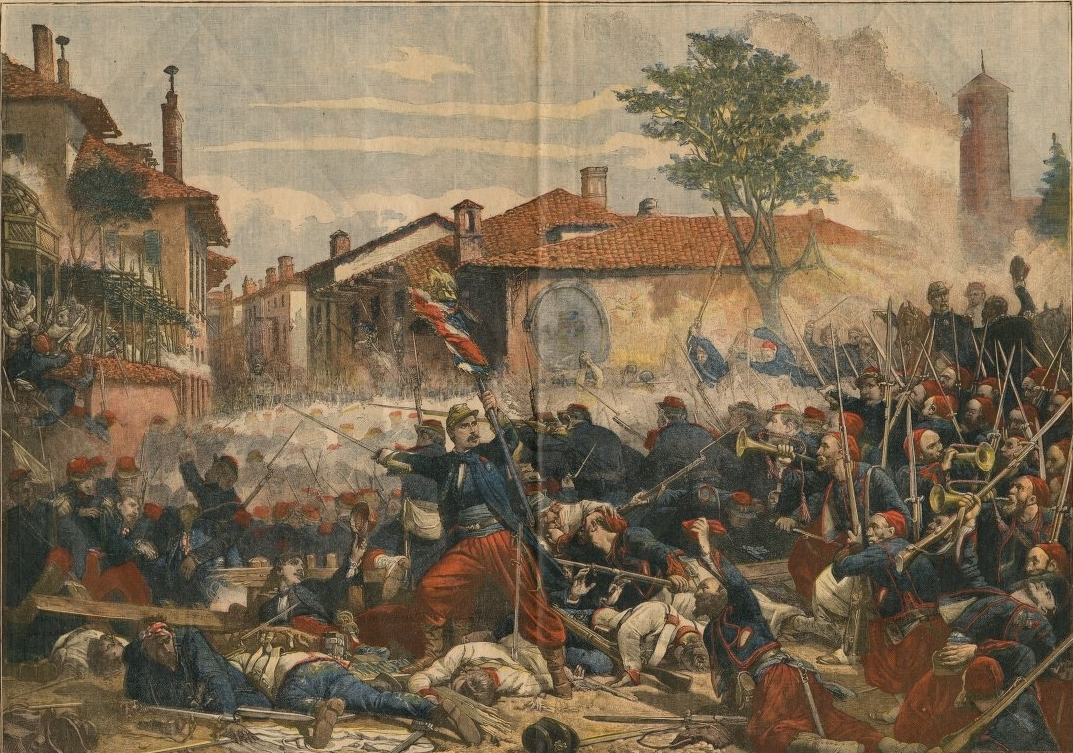
Bitwa pod Magentą
Bitwa pod Solferino

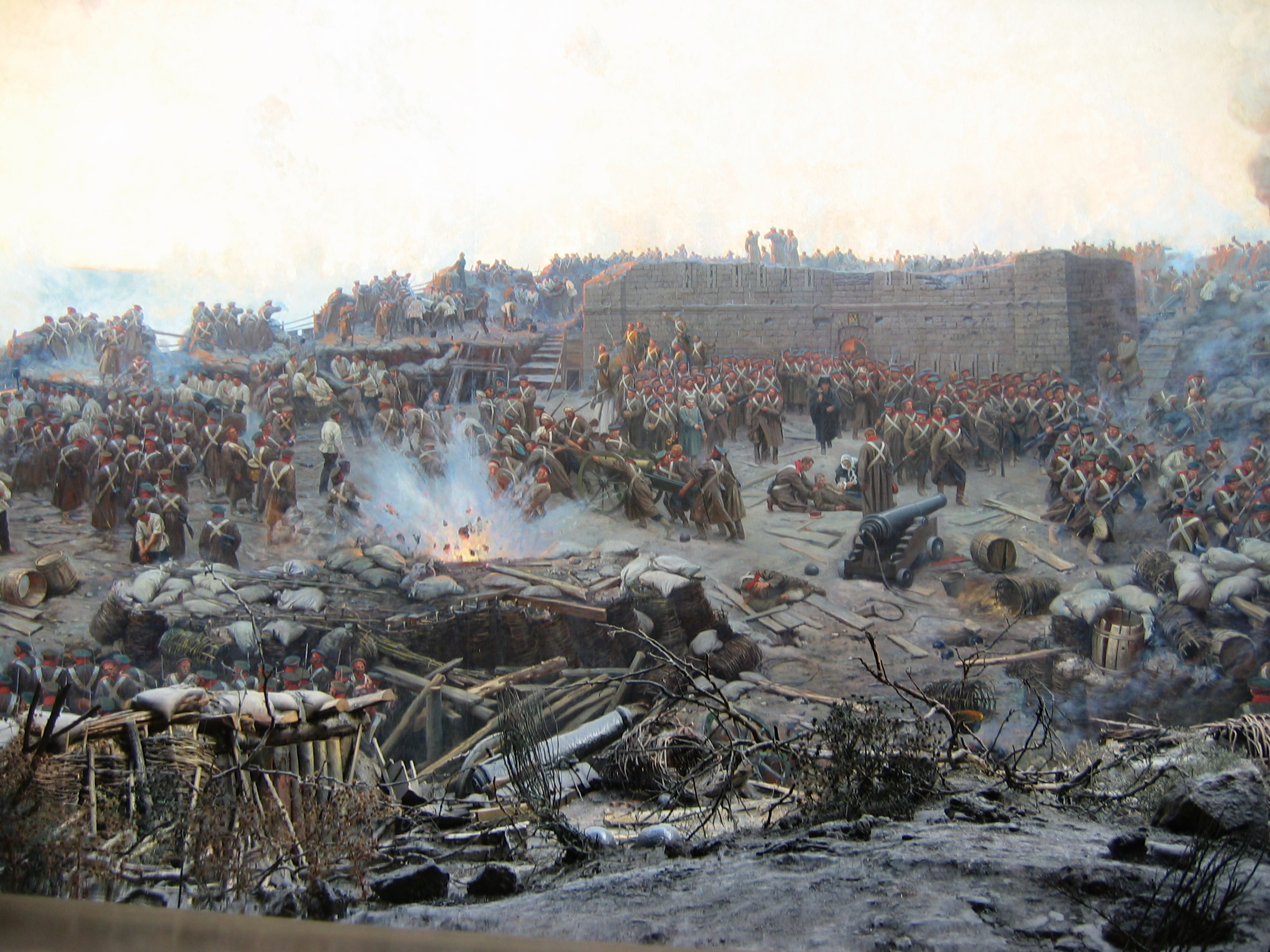
Oblężenie Sewastopola

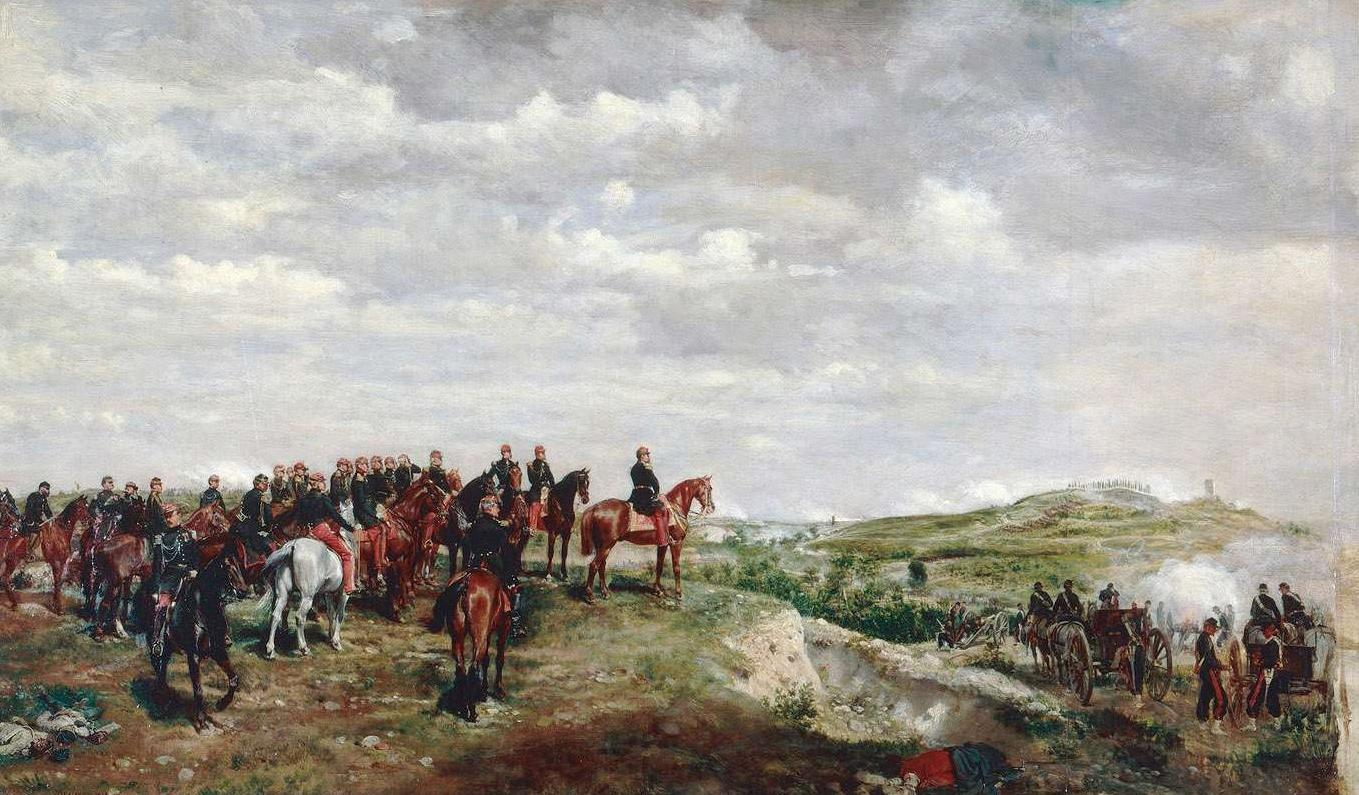
Pod Solferino

- Europejska inwazja w Meksyku 1861 – 1867

Bitwa o Camerone 1863
- Wojna francusko-pruska 1870 – 1871
- Algieria 1870 – 1907

El Moungar 1903
- Indochiny 1885 – 1915

Wojna chińsko-francuska
- Dahomej 1892 – 1894
- Sudan Francuski 1892 – 1893
- Gwinea 1894
- Madagaskar 1895 – 1905
- I wojna światowa 1914 – 1918

Gallipoli
- Maroko 1907 – 1943
- II wojna światowa 1940 – 1945
- Indochiny 1946 – 1954

Wojna w Indochinach
- Afryka Północna 1955 – 1968

Wojna algierska
Operacje
- Operacja Epervier Czad 1979
- Operacja Diodon Liban 1983
- Operacja Requin Gabon 1989
- Operacja Daguet Zatoka Perska 1990 – 1991
- Operacja Apronuc Kambodża 1992 – 1993
- Operacja Forpronu Bośnia 1993
- Operacja Turquoise Rwanda 1994
- Operacja Hermine Bałkany 1995
- Operacja Pelican 2 Kongo 1997
- Operacja Salamandre Bałkany 1996 – 1997
- Operacja Ceres Macedonia 2001
- Operacja Trident Kosowo 2002
- Operacja Licorne Wybrzeże Kości Słoniowej 2003
- Operacja Pamir Afganistan 2005

## Tradycje
Dewiza – Honneur et fidélité (Honor i Wierność) oraz Être prêt (Być gotowym)

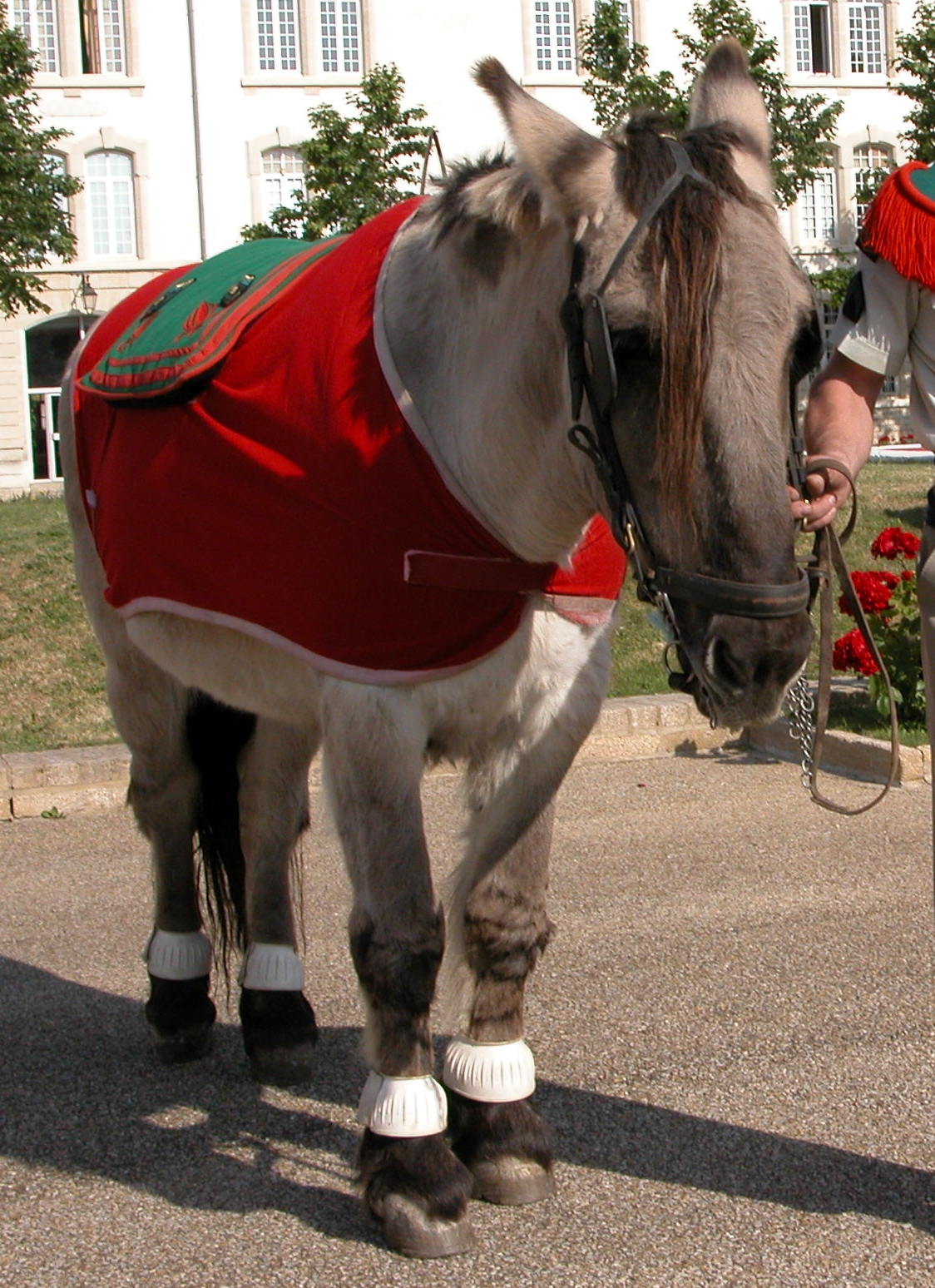
Tapanar

Odznaka –
Maskotka pułku – Muł Tapanar
Pieśń pułku – Posłuchaj
Anne-Marie du 2ème REI
Anne-Marie, wo geht die Reise hin,
Anne-Marie, wo geht die Reise hin,
Wo die Soldaten sein.
Ei, ei, ei
Junge, junge, junge Anne-Marie.
Anne-Marie, heute wollen wir lustig sein,
Anne-Marie, heute wollen wir lustig sein,
Wir wollen tanzen gehen
Und uns im Kreise drehen.
Ei, ei, ei,
Junge, junge, junge Anne-Marie.

## Galeria

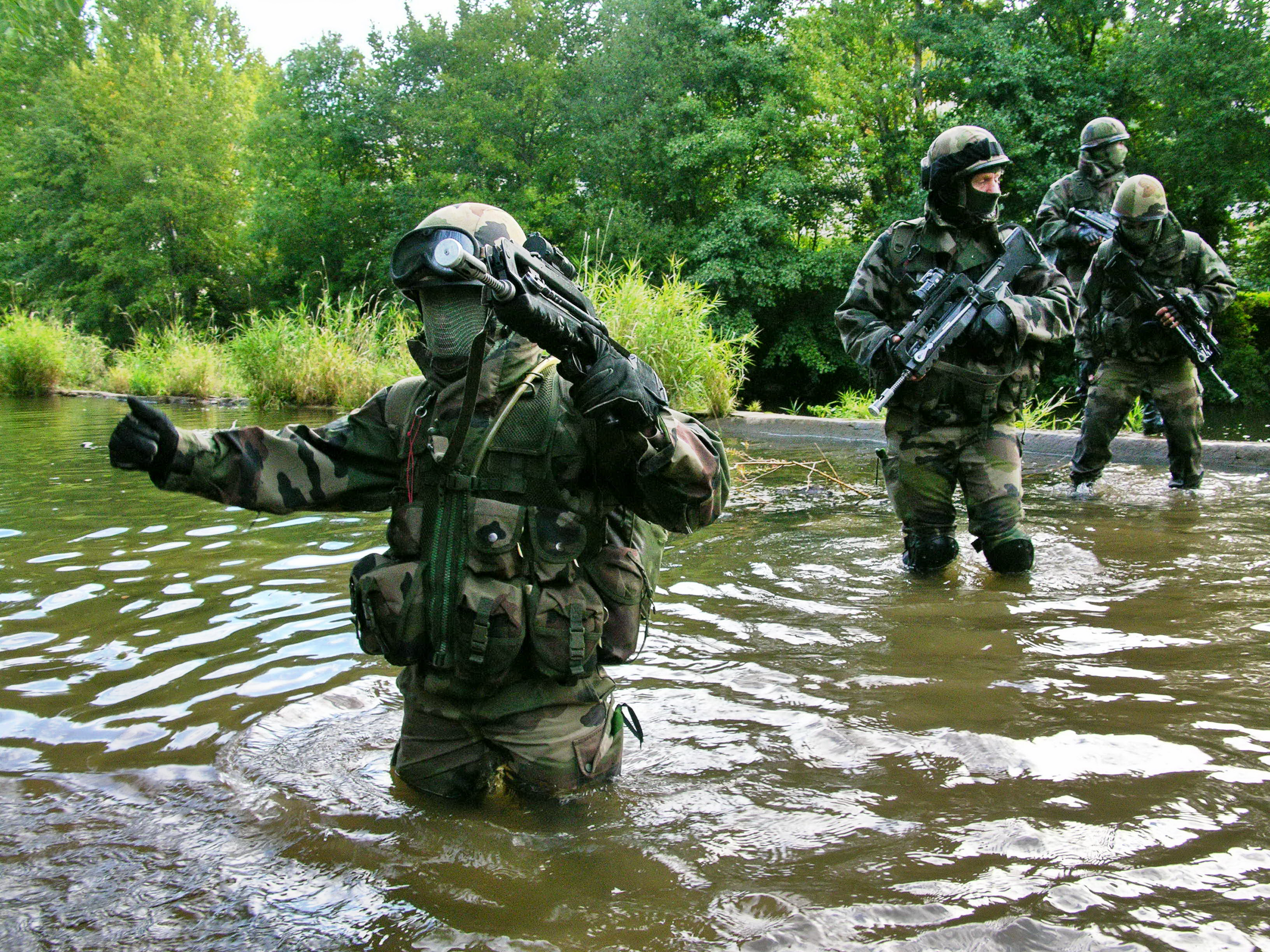
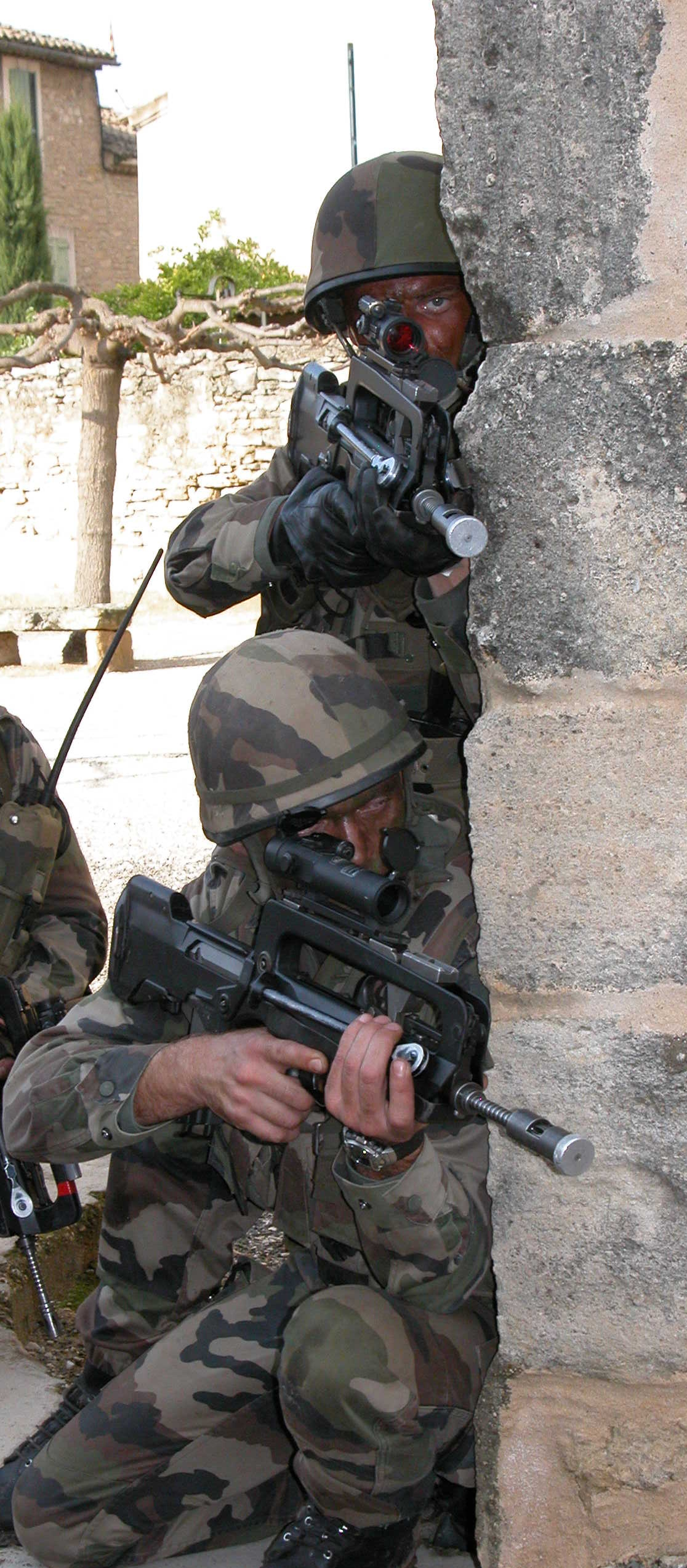
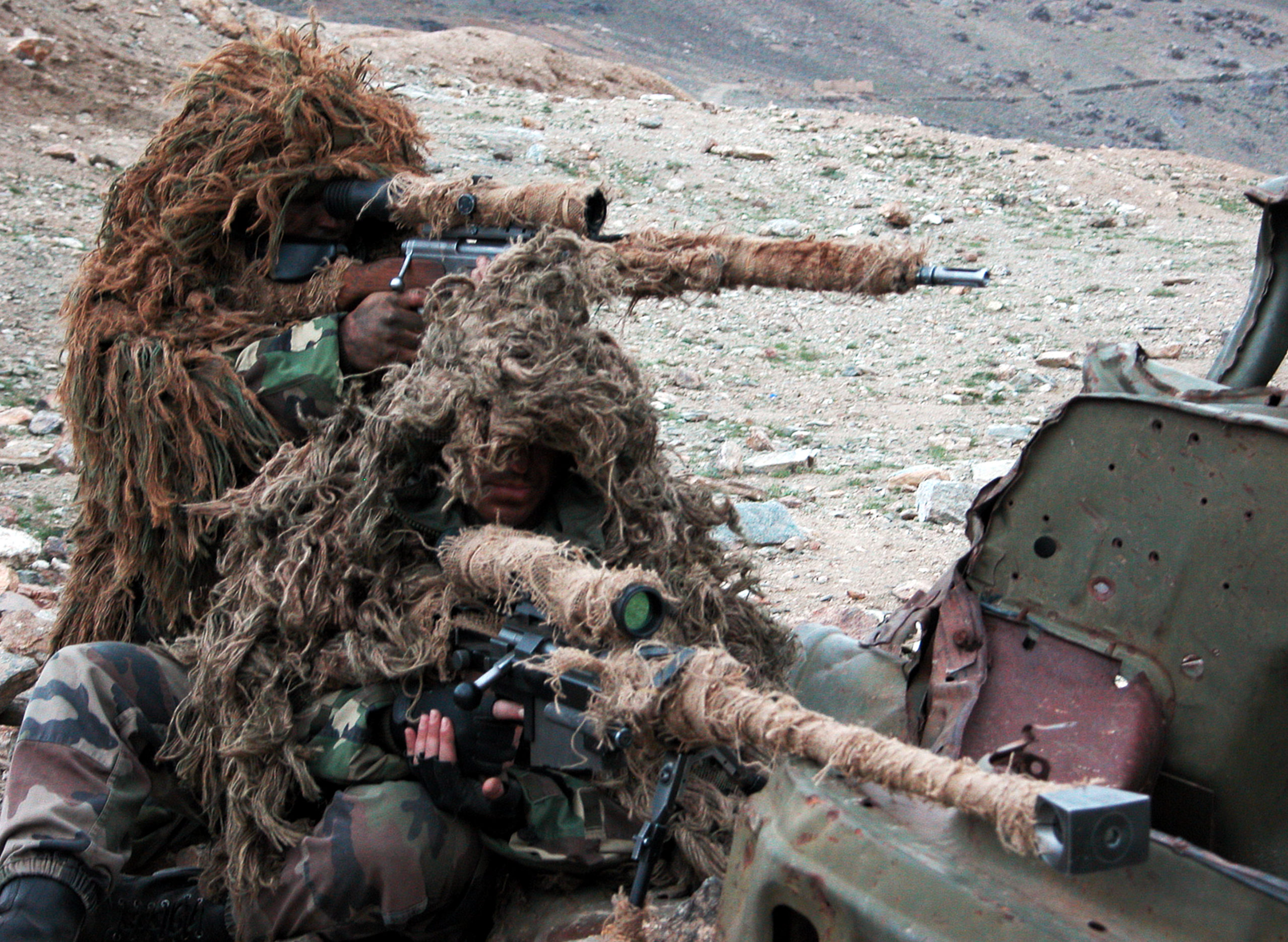
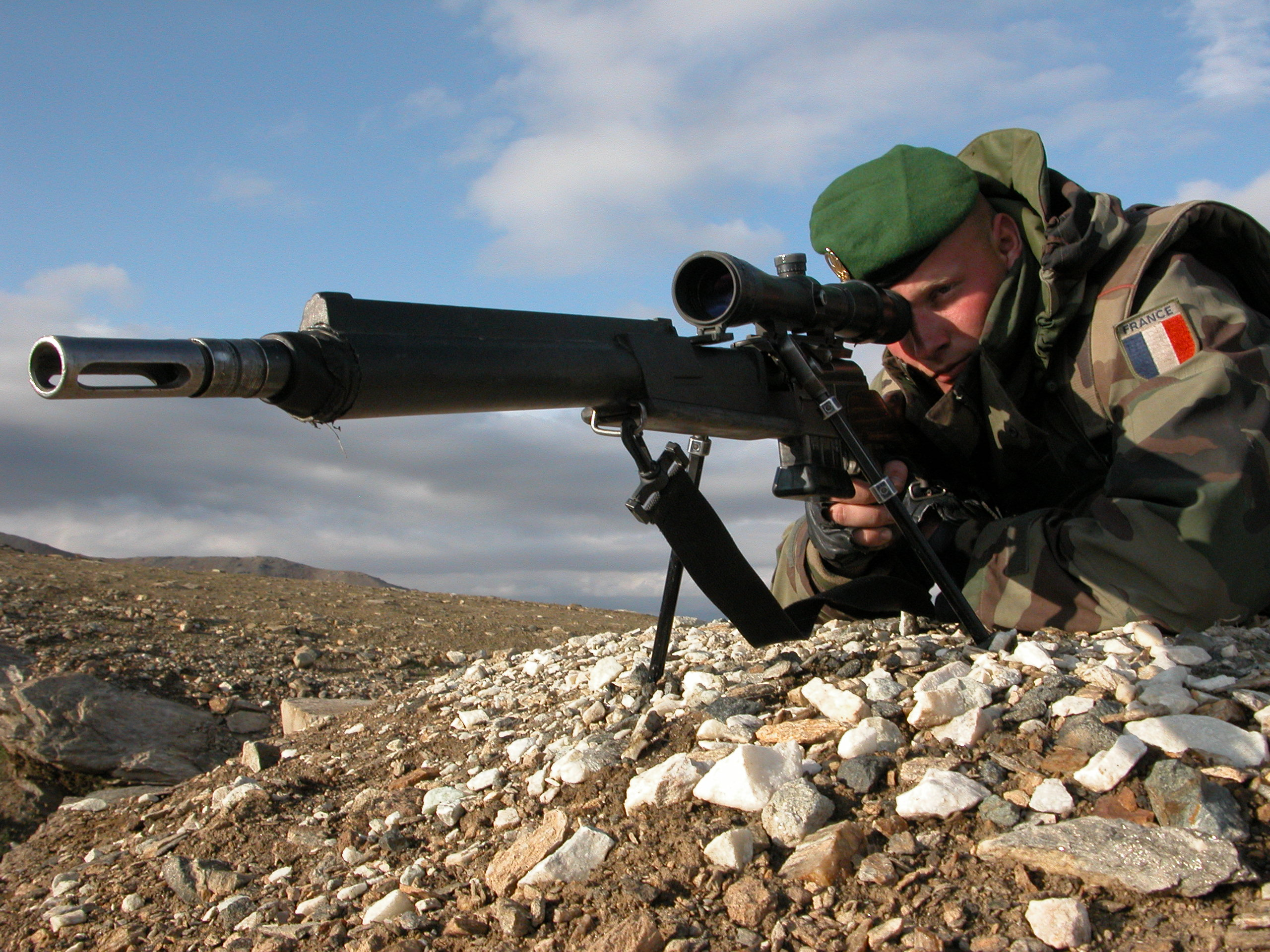
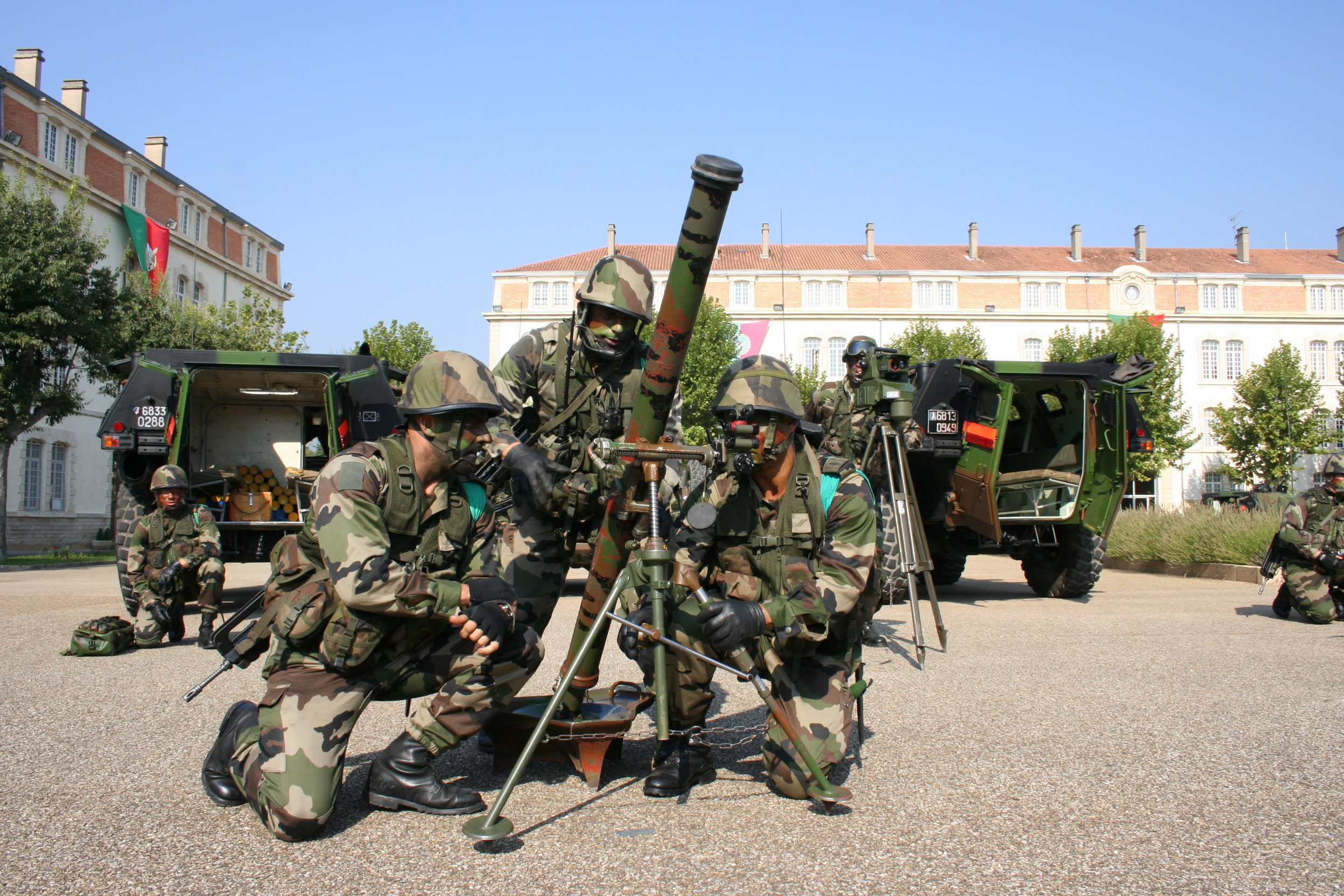
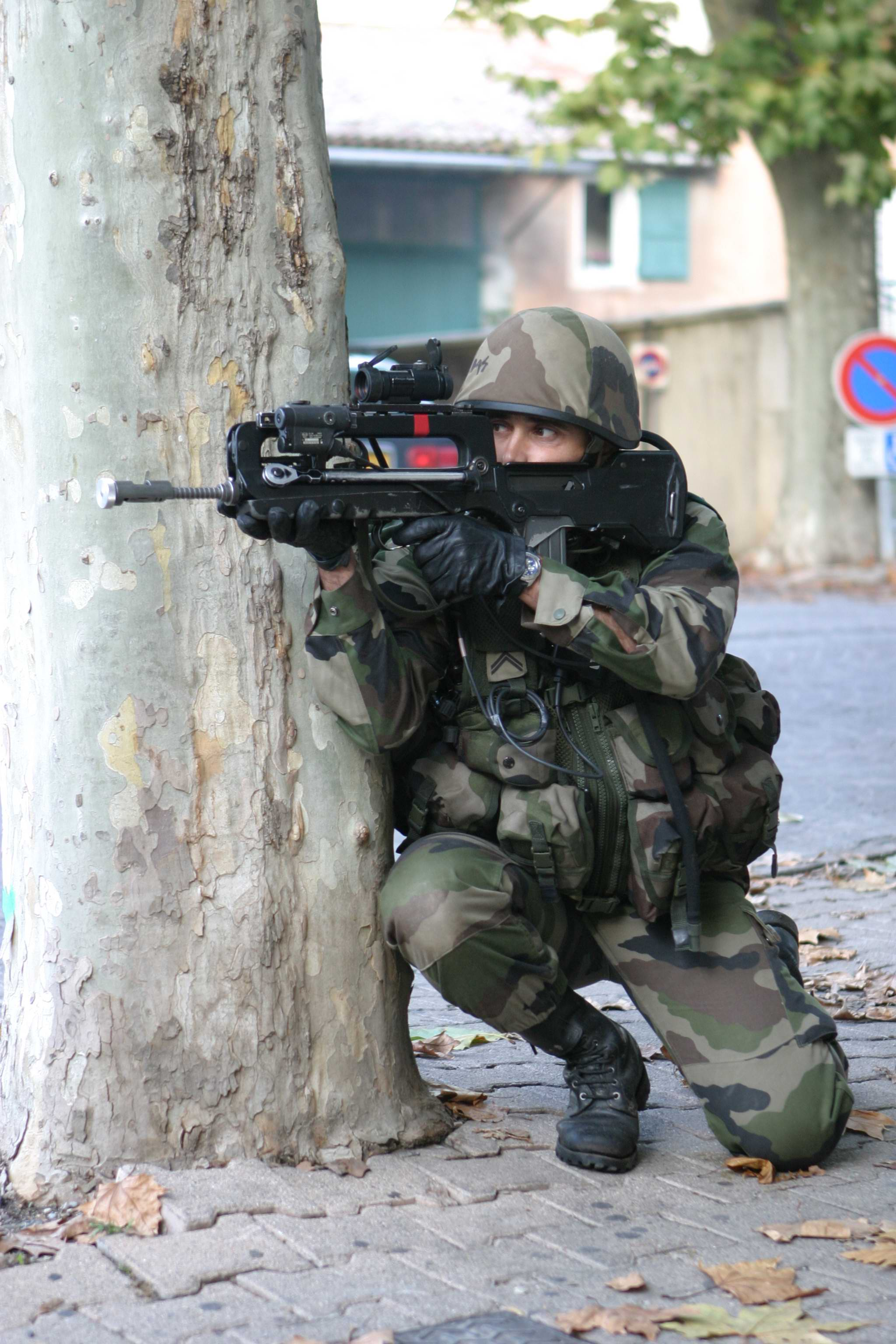
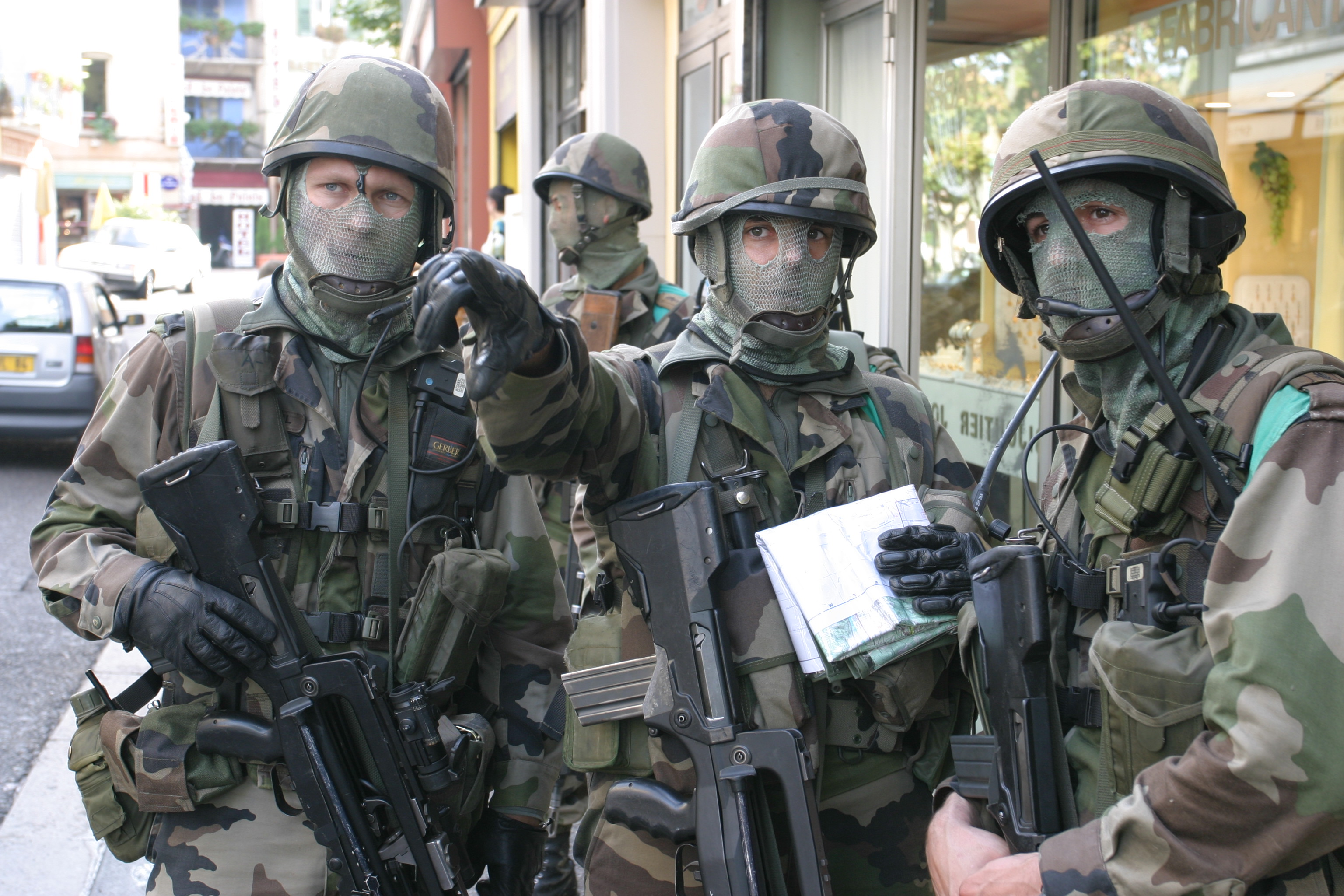
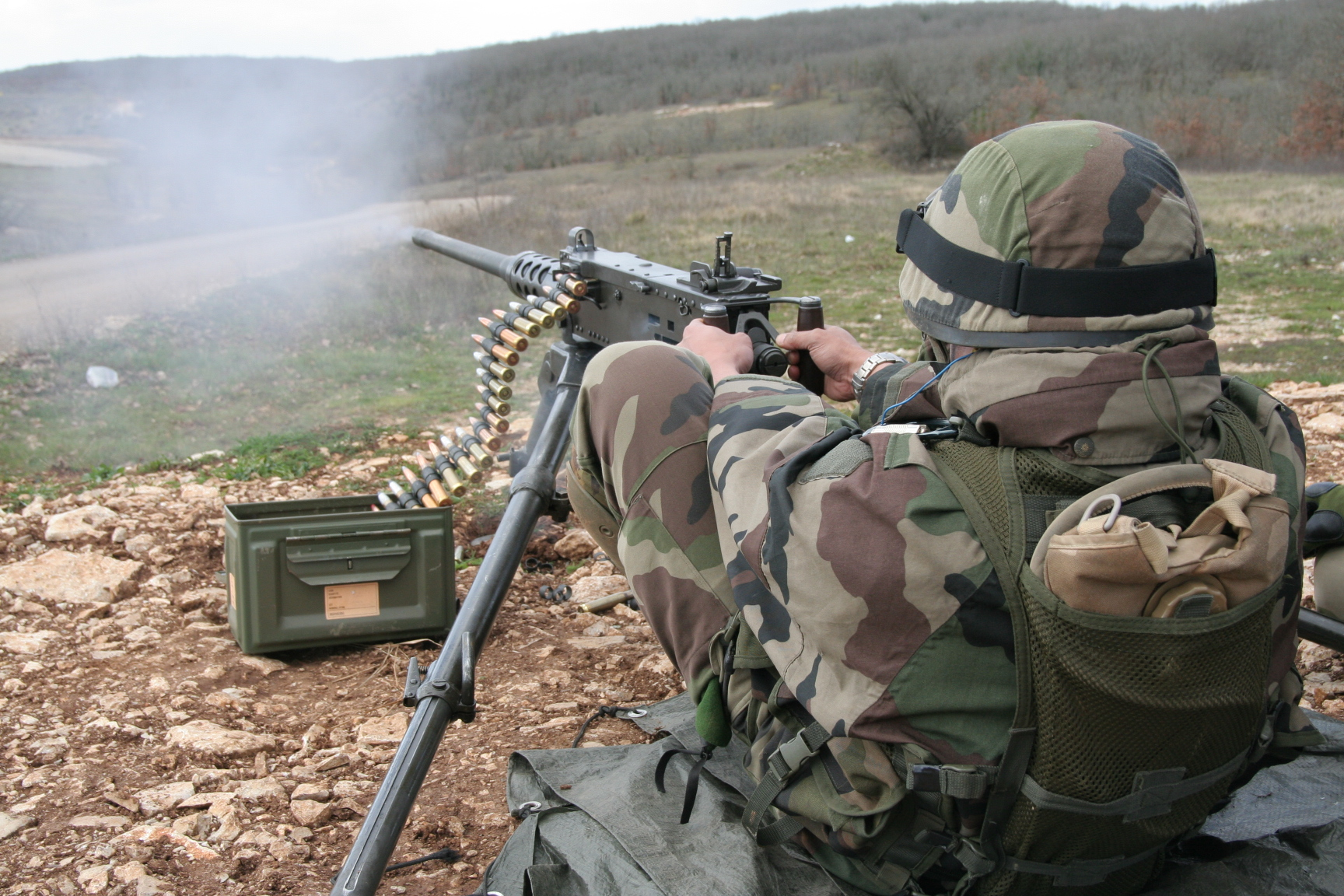